# 2088
2088 (ММLXXXVIII) е високосна година, започваща в четвъртък според Григорианския календар. Тя е 2088-та година от новата ера, осемдесет и осмата от третото хилядолетие и деветата от 2080-те.